# Тработивиште
Тработивиште (мкд. Тработивиште) је насеље у Северној Македонији, у источном делу државе. Тработивиште је у саставу општине Делчево.

## Географија
Тработивиште је смештено у источном делу Северне Македоније, близу државне границе са Бугарском - 6 km источно од насеља. Од најближег града, Делчева, насеље је удаљено 12 km јужно.
Насеље Тработивиште се налази у историјској области Пијанец. Насеље се развило у долини реке Брегалнице, на месту где се у њу улива речица Лаго. Северно од насеља пружа се плодна Делчевска котлина. Источно од насеља издиже се планина Влајна, јужно Обозна планина, а западно планина Голак. Надморска висина насеља је приближно 650 метара. 
Месна клима је континентална.

## Становништво
Тработивиште је према последњем попису из 2002. године имало 533 становника.
Претежно становништво у насељу су етнички Македонци (85%), а остало су Цигани (14%). Почетком 20. века половину становништва чинили су Торбеши (исламизовани Македонци), али су се они после Балканских ратова иселили у Турску.
Већинска вероисповест месног становништва је православље.